# 宮下隆二
宮下 隆二（みやした りゅうじ、1965年 - ）は、日本の著作家。

## 来歴
大阪府生まれ。筑波大学人文・文化学群比較文化学類中退。塾講師、行政書士など。
2005年、「涙骨賞」優秀賞受賞。

## 著書
- 『森信三 いのちの言葉』 PHPエディターズ・グループ 2022年9月 ISBN 4910739092
- 『人はなぜ学ぶのか』 文芸社 2001年6月 ISBN 4835509870
- 『イーハトーブと満洲国 宮沢賢治と石原莞爾が描いた理想郷』 PHP研究所 2007年6月 ISBN 9784569692463
- 『三島由紀夫とアンドレ・マルロー 「神なき時代」をいかに生きるか』 PHP研究所 2008年7月 ISBN 9784569701592
- 『地球先生』 小学館、2011年6月 ISBN 9784093863032
- 『「新訳」西行物語 がんばらないで自由に生きる』 PHP研究所 2008年12月 ISBN 9784569704784

## 翻訳
- ジェームス・トワイマン 著、宮下隆二 訳『平和のためのスプーン曲げコース スピリチュアル・ピースメーカー』ナチュラルスピリット、2004年8月。ISBN 4931449441。